# Иванченков, Александр Сергеевич
Алекса́ндр Серге́евич Иванче́нков (род. 28 сентября 1940, Ивантеевка, Московская область) — лётчик-космонавт СССР. Дважды Герой Советского Союза.

## Биография
Родился в городе Ивантеевка, Московской области. Отец — Сергей Петрович Иванченков — погиб на фронте 10 августа 1942 года под Ржевом, мать умерла в 1947 году. Воспитывался в семье сестры отца Клавдии Петровны Плужниковой.
В 1958 году с золотой медалью закончил Ивантеевскую среднюю школу № 1. Поступил в Московский авиационный институт имени Серго Орджоникидзе.
В 1964 году, после окончания института, был принят в конструкторское бюро Сергея Королёва, где принимал участие в разработке новых космических аппаратов.
В 1973 году был зачислен в отряд советских космонавтов, где прошёл полный курс общекосмической подготовки и подготовки к полётам на космических кораблях типа «Союз».
В мае 1973 года 32-летний Александр был включён в состав одного из экипажей, проходивших подготовку к космическому полёту по советско-американской программе ЭПАС. В декабре 1974 года входил в состав резервного экипажа при полёте космического корабля «Союз-16». Во время совместного экспериментального полёта «Аполлон» — «Союз» в июле 1975 года входил в состав одного их резервных экипажей вместе с Ю. В. Романенко. В дальнейшем готовился к полётам на борту орбитальной станции типа «Салют». В октябре и декабре 1977 года и в январе 1978 года входил в состав дублирующих экипажей при полёте космических кораблей «Союз-25», «Союз-26» и «Союз-27».

### Первый полёт в космос (1978)
15 июня 1978 года вместе с В. В. Ковалёнком стартовал в космос в качестве бортинженера космического корабля «Союз-29». В течение почти 140 дней работал на борту орбитальной станции «Салют-6». Это был самый продолжительный космический полёт на тот момент. В течение этого полёта были произведены стыковки космических кораблей «Союз-29», «Союз-30», «Союз-31», автоматических грузовых кораблей «Прогресс-2», «Прогресс-3», «Прогресс-4», перестыковка корабля «Союз-31» с орбитальным научно-исследовательским комплексом «Салют-6 — Союз». В соответствии с программой «Интеркосмос» на борту этого комплекса были приняты два международных экипажа: советско-польский экипаж в составе лётчика-космонавта СССР Петра Климука и первого польского космонавта Мирослава Гермашевского и советско-немецкий экипаж в составе Валерия Быковского и первого и единственного космонавта ГДР Зигмунда Йена.
За время полёта Александр Иванченков провёл большой комплекс научных исследований и экспериментов. 29 июля 1978 года вместе с Владимиром Ковалёнком работал в открытом космосе. Продолжительность пребывания вне корабля составила 2 часа 20 минут.
Возвратился на Землю 3 ноября 1978 года на борту космического корабля «Союз-31». Продолжительность пребывания в космосе составила 139 дней 14 часов 47 минут 32 секунды.
2 ноября 1978 года указом Президиума Верховного Совета СССР Александру Сергеевичу Иванченкову «за мужество и героизм, успешное осуществление длительного космического полёта» присвоены звания Герой Советского Союза и Лётчик-космонавт СССР с вручением ордена Ленина, а также медаль «Золотая Звезда».

### Второй полёт в космос (1982)
Свой второй космический полёт Александр Иванченков совершил с 24 июня по 2 июля 1982 года вместе с Владимиром Джанибековым и первым французским космонавтом Жан-Лу Кретьеном в качестве бортинженера космического корабля «Союз Т-6».
Работал на борту орбитальной станции «Салют-7» вместе с основным экипажем — Анатолием Березовым и Валентином Лебедевым. Продолжительность пребывания в космосе составила 7 дней 21 час 50 минут 52 секунды. За 2 рейса в космос налетал 147 дней 12 часов 38 минут 24 секунды.
2 июля 1982 года Президиум Верховного Совета СССР указом постановил: «за успешное осуществление космического полёта на орбитальном научно-исследовательском комплексе „Салют-7“ — „Союз“ и проявленные при этом мужество и героизм наградить Героя Советского Союза, лётчика-космонавта СССР Иванченкова Александра Сергеевича орденом Ленина и второй медалью „Золотая Звезда“. В ознаменование подвига Героя Советского Союза тов. Иванченкова А. С. соорудить бронзовый бюст на родине героя». В 1984 году в Ивантеевке состоялось открытие бронзового бюста. Также Александр Иванченков является почётным гражданином города Ивантеевка.
По своим воспоминаниям о втором полёте написал книгу-брошюру «Миллион лье над Планетой», богато иллюстрированную фотографиями подготовки и проведения полёта. (Иванченков А. С. Миллион лье над планетой. — М.: Современник, 1988. — 46 с.).
После ухода из отряда космонавтов продолжил работу в конструкторском бюро НПО «Энергия», занимал должность главного специалиста по деятельности экипажей пилотируемых космических комплексов. Является президентом теннисного клуба космонавтов.

## Награды
- Две медали «Золотая Звезда» Героя Советского Союза и два ордена Ленина (Указы Президиума Верховного Совета СССР от 02.11.1978 и от 02.07.1982).
- Медаль «За заслуги в освоении космоса» (12 апреля 2011 года) — за большие заслуги в области исследования, освоения и использования космического пространства, многолетнюю добросовестную работу, активную общественную деятельность[4].
- Медаль Алексея Леонова (Кемеровская область, 2015) — за совершённый в 1978 году выход в открытый космос[5].
- Звание Герой Германской Демократической Республики с вручением золотой звезды и ордена Карла Маркса (1978).
- Крест Грюнвальда III степени (ПНР, 1978).
- Командор ордена Почётного легиона (Франция, 1982).
- Удостоен Золотой медали имени К. Э. Циолковского АН СССР.
- Заслуженный мастер спорта СССР (1978)
- Почётная грамота Правительства Российской Федерации (23 августа 2010 года) — за большой личный вклад в создание ракетно-космической техники и многолетний плодотворный труд[6]